# Bornay
Cet article possède un paronyme, voir Bornet.
Bornay est une commune française située dans le département du Jura, dans la région culturelle et historique de Franche-Comté et la région administrative Bourgogne-Franche-Comté.

## Géographie

### Géologie
Le territoire communal repose sur le bassin houiller du Jura, où le charbon est découvert par un sondage.

### Climat
Pour des articles plus généraux, voir Climat de la Bourgogne-Franche-Comté et Climat du département du Jura.
En 2010, le climat de la commune est de type climat de montagne, selon une étude du Centre national de la recherche scientifique s'appuyant sur une série de données couvrant la période 1971-2000. En 2020, Météo-France publie une typologie des climats de la France métropolitaine dans laquelle la commune est exposée à un climat semi-continental et est dans la région climatique  Jura, caractérisée par une forte pluviométrie en toutes saisons (1 000 à 1 500 mm/an), des hivers rigoureux et un ensoleillement médiocre. 
Pour la période 1971-2000, la température annuelle moyenne est de 9,5 °C, avec une amplitude thermique annuelle de 16,8 °C. Le cumul annuel moyen de précipitations est de 1 392 mm, avec 13,2 jours de précipitations en janvier et 9 jours en juillet. Pour la période 1991-2020, la température moyenne annuelle observée sur la station météorologique de Météo-France la plus proche, « Lons le Saunier », sur la commune de Montmorot à 7 km à vol d'oiseau, est de 11,8 °C et le cumul annuel moyen de précipitations est de 1 147,4 mm. 
La température maximale relevée sur cette station est de 39,8 °C, atteinte le 12 août 2003 ; la température minimale est de −19,6 °C, atteinte le 9 janvier 1985,,. 
Les paramètres climatiques de la commune ont été estimés pour le milieu du siècle (2041-2070) selon différents scénarios d'émission de gaz à effet de serre à partir des nouvelles projections climatiques de référence DRIAS-2020. Ils sont consultables sur un site dédié publié par Météo-France en novembre 2022.

## Urbanisme

### Typologie
Au 1er janvier 2024, Bornay est catégorisée commune rurale à habitat dispersé, selon la nouvelle grille communale de densité à sept niveaux définie par l'Insee en 2022.
Elle est située hors unité urbaine. Par ailleurs la commune fait partie de l'aire d'attraction de Lons-le-Saunier, dont elle est une commune de la couronne,. Cette aire, qui regroupe 139 communes, est catégorisée dans les aires de 50 000 à moins de 200 000 habitants,.

### Occupation des sols
L'occupation des sols de la commune, telle qu'elle ressort de la base de données européenne d’occupation biophysique des sols Corine Land Cover (CLC), est marquée par l'importance des territoires agricoles (59,1 % en 2018), une proportion sensiblement équivalente à celle de 1990 (59,6 %). La répartition détaillée en 2018 est la suivante : 
prairies (39,8 %), forêts (36,4 %), terres arables (19,3 %), zones urbanisées (4,5 %). L'évolution de l’occupation des sols de la commune et de ses infrastructures peut être observée sur les différentes représentations cartographiques du territoire : la carte de Cassini (XVIIIe siècle), la carte d'état-major (1820-1866) et les cartes ou photos aériennes de l'IGN pour la période actuelle (1950 à aujourd'hui).

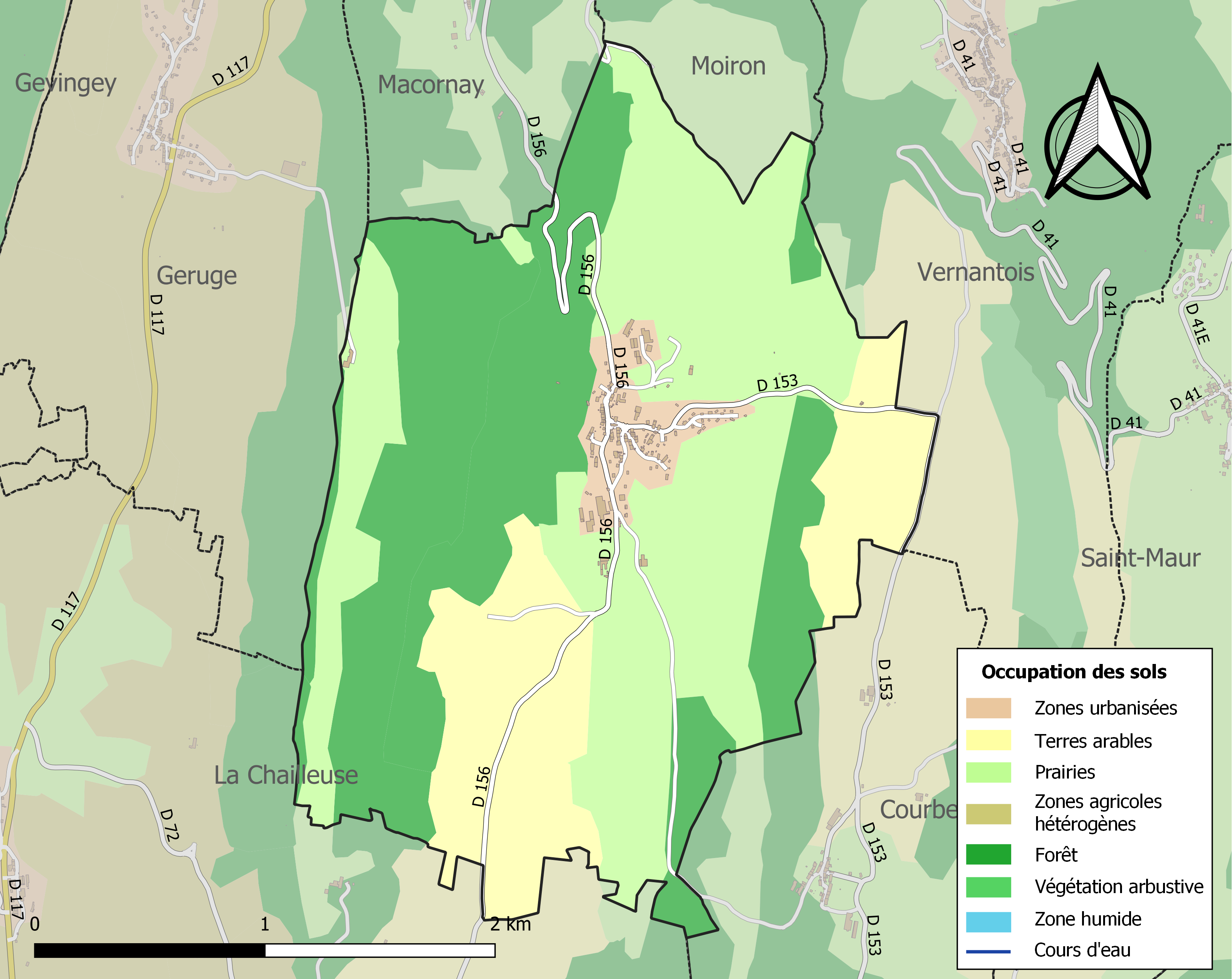
Carte des infrastructures et de l'occupation des sols de la commune en 2018 (CLC).

## Politique et administration
| Période    | Période   | Identité          | Étiquette | Qualité |
| ---------- | --------- | ----------------- | --------- | ------- |
| avant 1988 | 1989      | Louis Courvoisier |           |         |
| 1989       | mars 2014 | Claude Bouquerod  |           |         |
| mars 2014  | En cours  | Patrick Tartavez  |           | Cadre   |

## Démographie
L'évolution du nombre d'habitants est connue à travers les recensements de la population effectués dans la commune depuis 1793. Pour les communes de moins de 10 000 habitants, une enquête de recensement portant sur toute la population est réalisée tous les cinq ans, les populations de référence des années intermédiaires étant quant à elles estimées par interpolation ou extrapolation. Pour la commune, le premier recensement exhaustif entrant dans le cadre du nouveau dispositif a été réalisé en 2007.

En 2022, la commune comptait 182 habitants, en évolution de +4,6 % par rapport à 2016 (Jura : −0,81 %, France hors Mayotte : +2,11 %).
| 1793 | 1800 | 1806 | 1821 | 1831 | 1836 | 1841 | 1846 | 1851 |
| ---- | ---- | ---- | ---- | ---- | ---- | ---- | ---- | ---- |
| 279  | 357  | 346  | 356  | 345  | 324  | 298  | 311  | 303  |

| 1856 | 1861 | 1866 | 1872 | 1876 | 1881 | 1886 | 1891 | 1896 |
| ---- | ---- | ---- | ---- | ---- | ---- | ---- | ---- | ---- |
| 268  | 268  | 272  | 245  | 221  | 207  | 207  | 206  | 199  |

| 1901 | 1906 | 1911 | 1921 | 1926 | 1931 | 1936 | 1946 | 1954 |
| ---- | ---- | ---- | ---- | ---- | ---- | ---- | ---- | ---- |
| 205  | 183  | 183  | 162  | 152  | 138  | 133  | 114  | 117  |

| 1962 | 1968 | 1975 | 1982 | 1990 | 1999 | 2006 | 2007 | 2012 |
| ---- | ---- | ---- | ---- | ---- | ---- | ---- | ---- | ---- |
| 126  | 117  | 101  | 151  | 177  | 181  | 178  | 178  | 173  |

| 2017 | 2022 | - | - | - | - | - | - | - |
| ---- | ---- | - | - | - | - | - | - | - |
| 176  | 182  | - | - | - | - | - | - | - |

## Lieux et monuments
- Église de l'Assomption (XIXe s), inscrite à l'IGPC depuis 1983[18] ;
- Fermes (XIXe s), inscrites à l'IGPC depuis 1983[19],[20],[21],[22] ;
- Fromagerie (XIXe s), inscrite à l'IGPC depuis 1983[23] ;
- Maigres vestiges du château de Bornay & de son bourg castral, bâti dans le courant du XIIIe siècle, il est déjà mentionné en ruines en 1427. Restauré, il ne fut définitivement démantelé que sous Louis XIV en 1668, lors de la première conquête française,
- Maison natale de Saint-Néron.

## Personnalités liées à la commune
Saint Pierre-François Néron (21 septembre 1818 - tué le 3 novembre 1860 à Son-Tay, Viêt Nam), honoré par l'Église catholique comme martyr, béatifié en 1909, canonisé le 19 juin 1988 avec 116 autres martyrs du Viêt Nam.

## Galerie photo

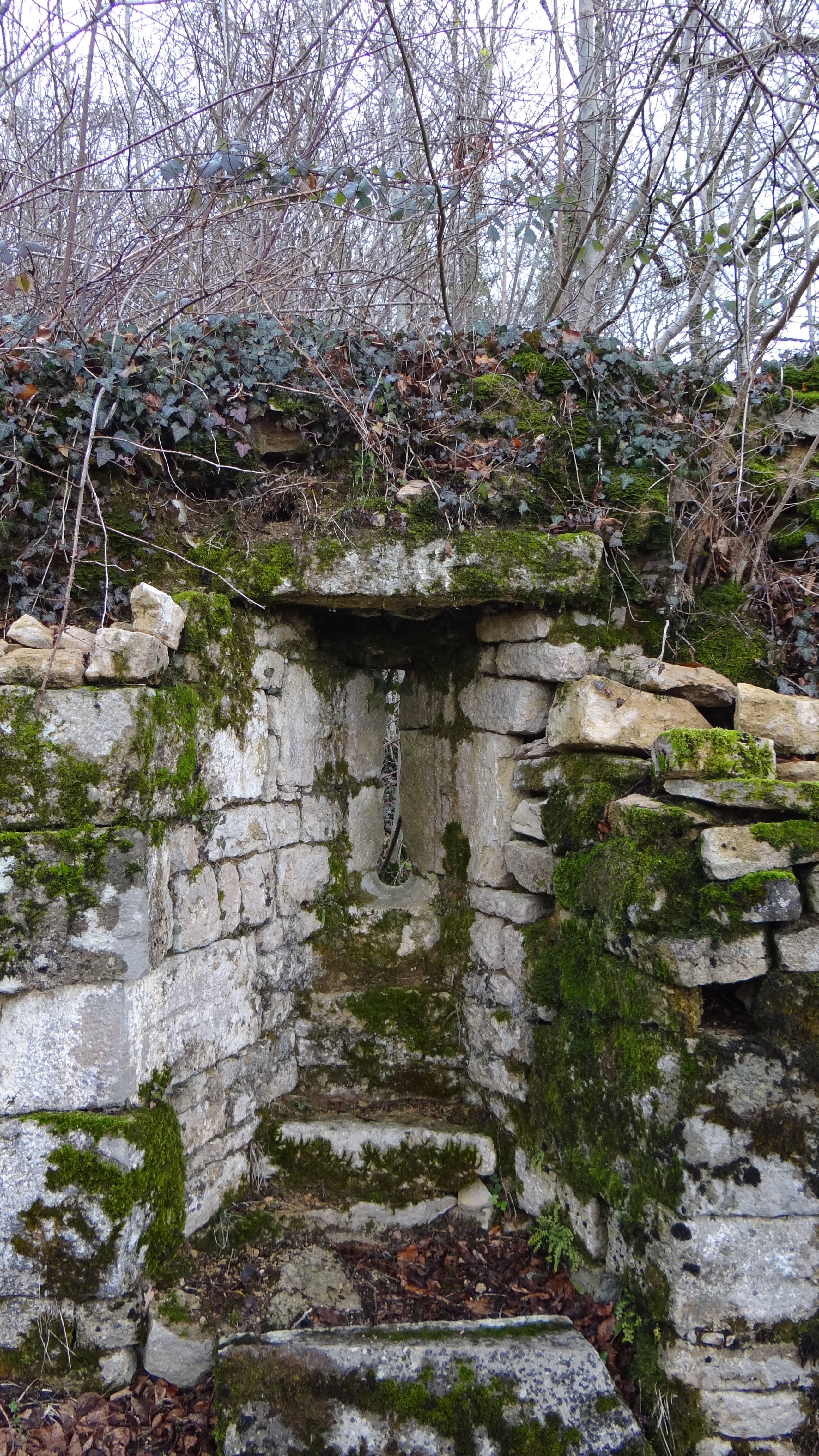
Archère-canonnière - château de Bornay (jura)

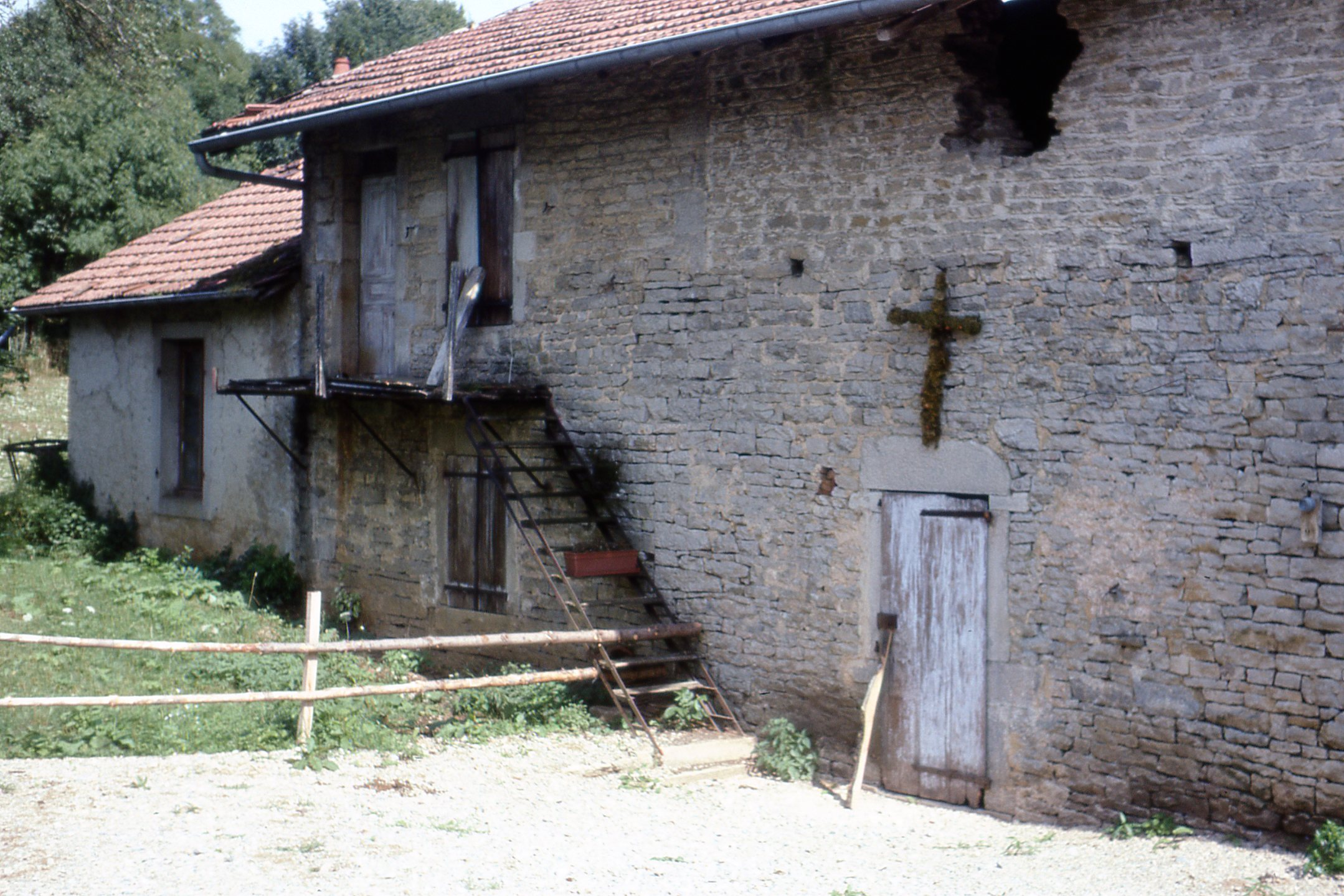
Maison de saint Pierre-François Néron (extérieur en 1988).
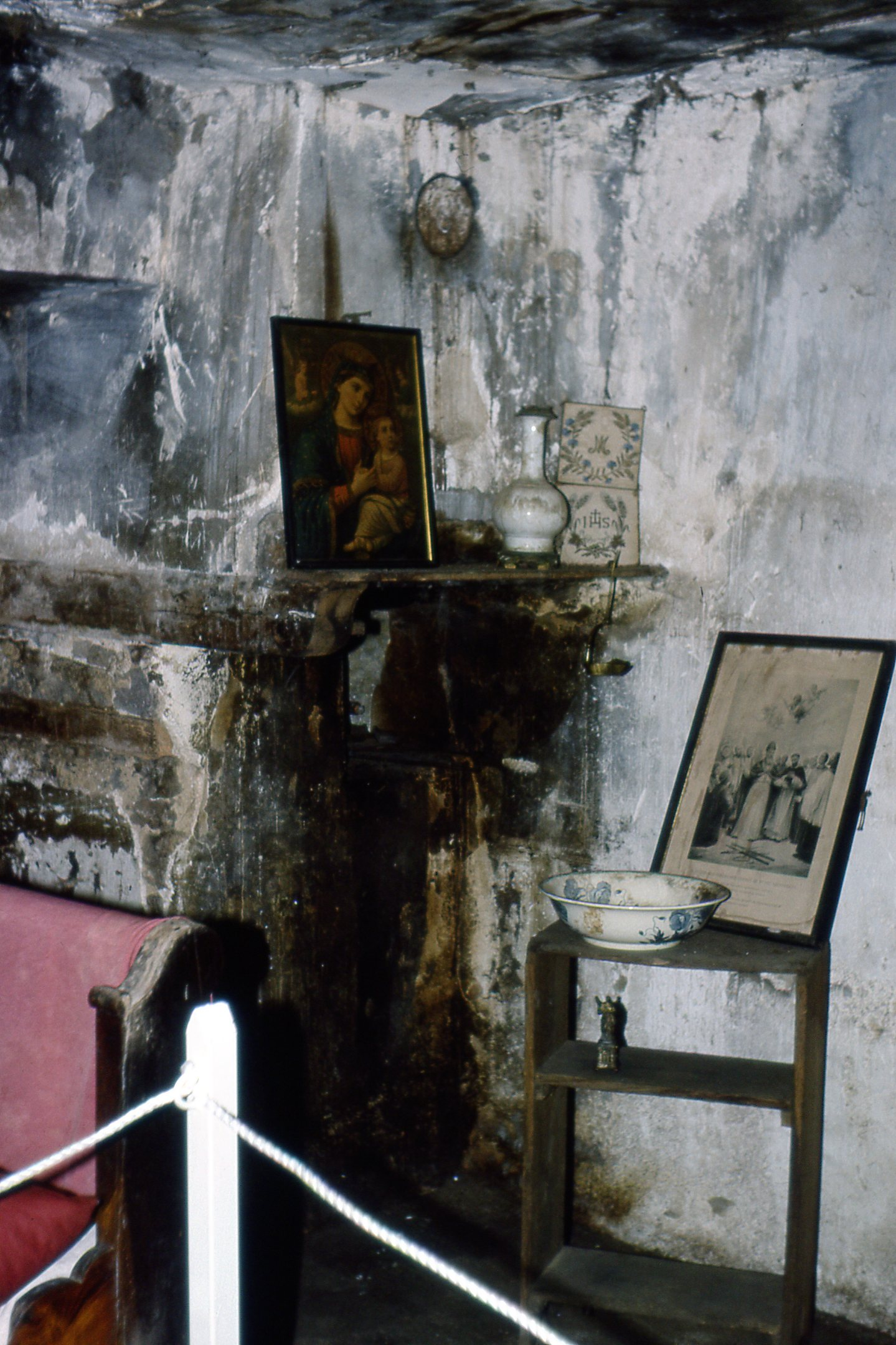
Maison de saint Pierre-François Néron (intérieur en 1988).
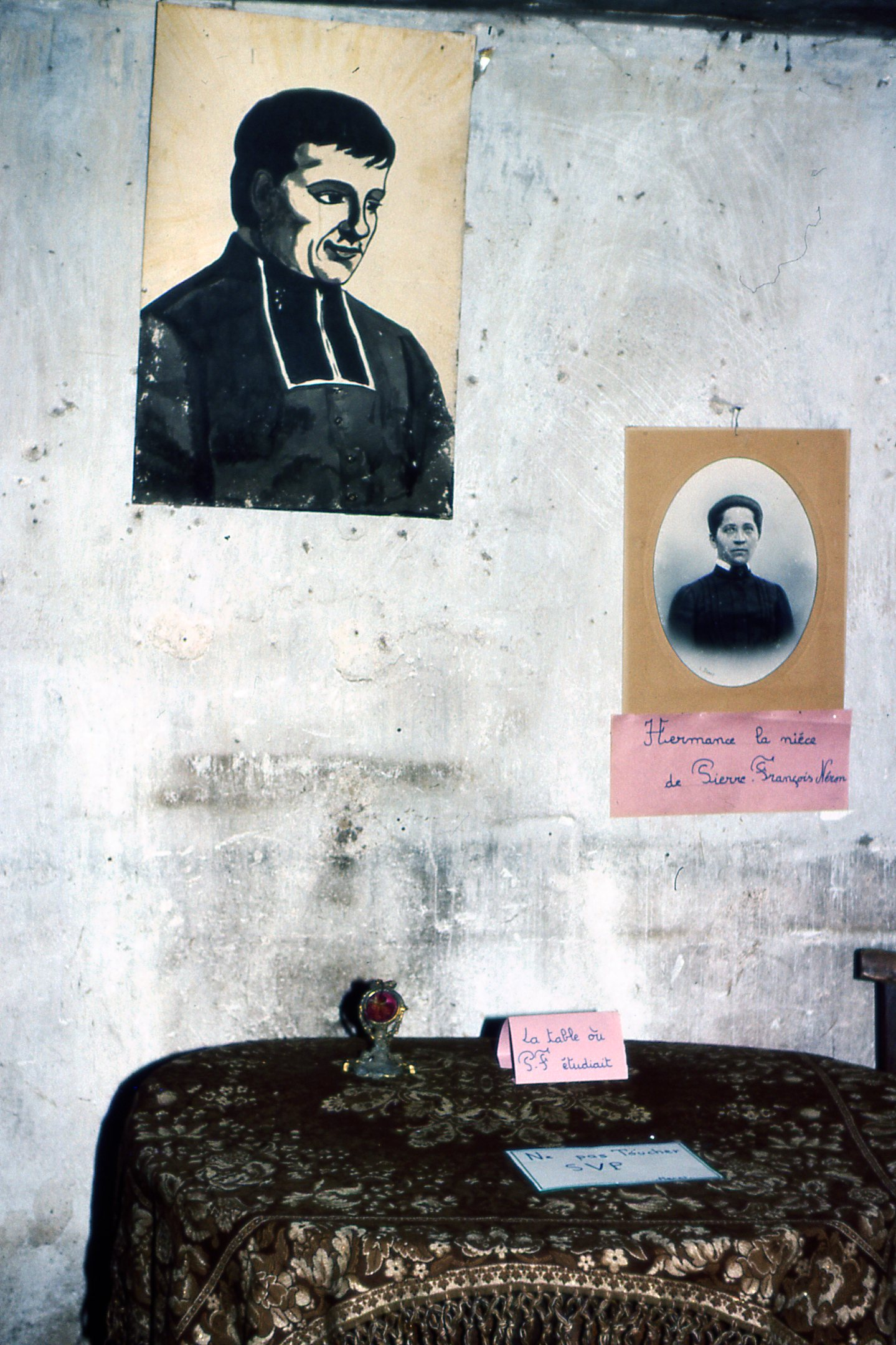
Maison de saint Pierre-François Néron (intérieur en 1988).